# Politique étrangère de la Lettonie
Les relations extérieures de la Lettonie relèvent principalement de la responsabilité du ministère des Affaires étrangères.
Le 21 août 1991, après la déclaration sur le rétablissement de sa pleine indépendance, la Lettonie devient le 17 septembre 1991 membre des Nations unies et est signataire d'un certain nombre d'organisations des Nations unies et d'autres accords internationaux.
Le 20 septembre 2003, lors d'un référendum national, les Lettons votent en faveur de l'adhésion à l'Union européenne et l'adhésion de la Lettonie à l'UE a lieu officiellement le 1er mai 2004.
Le 29 mars 2004, la Lettonie est devenue membre de l'OTAN.

## Multilatéral
Le 1er mai 2004, la Lettonie a rejoint l'Union européenne en tant que membre à part entière.
Le 29 mars 2004, la Lettonie a rejoint l'OTAN en tant que membre à part entière.